# Pałac Großkühnau
Pałac Großkühnau (niem. Schloss Großkühnau) – klasycystyczny pałac otoczony 77,5-hektarowym parkiem Kühnau wzdłuż południowego brzegu Jeziora Kühnau. Położony na terenie ogrodów Dessau-Wörlitz – kompleksu ogrodów i parków w stylu angielskim, powstałych w drugiej połowie XVIII w. na zlecenie księcia Leopolda III Friedricha Franza (1740–1817). W 2000 ogrody Dessau-Wörlitz zostały wpisane na listę dziedzictwa kulturowego UNESCO.

## Historia
Pałac został zbudowany dla księcia Alberta von Anhalt-Dessau (1750–1811), otoczony 77,5-hektarowym parkiem Kühnau (1805) rozciągającym się wzdłuż południowego brzegu Jeziora Kühnau z widokiem na jeziorne wyspy. Na terenie parku znajduje się winnica z niewielkim pałacem na wzgórzu (niem. Weinbergschlösschen), warzywnik oraz pierwszy na terenie Niemiec kościół w stylu neoromańskim i bizantyjskim.
Od 1988 pałac jest siedzibą administracji Fundacji Kultury Dessau-Wörlitz (niem. Kulturstiftung Dessau-Wörlitz) troszczącej się o pielęgnację i restaurację historycznych parków, budowli i zbiorów dzieł sztuki na terenie ogrodów Dessau-Wörlitz.